# 竜王スケートリンク
竜王スケートリンク（りゅうおうスケートリンク）は、かつて滋賀県にあったスケートリンク。びわこ竜王スケート（びわこりゅうおうスケート）という愛称があった。

## 概要
近江観光開発が運営した屋外スケート場であり、鏡山の山陰にあった。開設当時は竜王IC（名神高速道路）が無く、国道8号から美松台方面へ延びる道路も当スケート場の入口付近までしか整備されていなかったが、高度経済成長期と重なり、「竜王町内に工場が整備された事」や「自家用車を持つ家庭が増えた事」などで来場者数が増加し、テレビ番組のロケや中継が行われた事もあった。全盛期の1日あたりの来場者数は5,500人を数えたが、2000年に閉鎖された。

## 歴史
- 1966年（昭和41年）10月1日：開設。
- 2000年（平成12年）9月30日：閉鎖。

## 基礎情報
- 運営：近江観光開発（株）
- 形状：屋外（100 m×50 m）
- 面積：12,000 m2

## 所在地
- 滋賀県蒲生郡竜王町大字鏡2177-3（北緯35度4分58.68秒 東経136度5分14.37秒 / 北緯35.0829667度 東経136.0873250度座標: 北緯35度4分58.68秒 東経136度5分14.37秒 / 北緯35.0829667度 東経136.0873250度）

## その他
- 駐車場は広谷池に面しており、池のすぐ近くに古墳（広谷池古墳）がある[1][2]。
- 整氷作業は専用の整氷車を用いることを基本としているが、当スケート場ではトヨタ・ランドクルーザーやスズキ・ジムニーを牽引自動車とし、その後方に整氷用の鉋を付けてその作業を行っていた[1]。
- 2022年に『竜王五感のおもいでカルタ』が滋賀県立大学によって製作された[注 4][3][4][5]。なお、このカルタには当スケート場を読んだ札がある[注 5][4]。
- 2022年10月から12月に三井アウトレットパーク 滋賀竜王でスケートリンクが臨時開設されたことがある[6]。